# Facas de cozinha japonesas

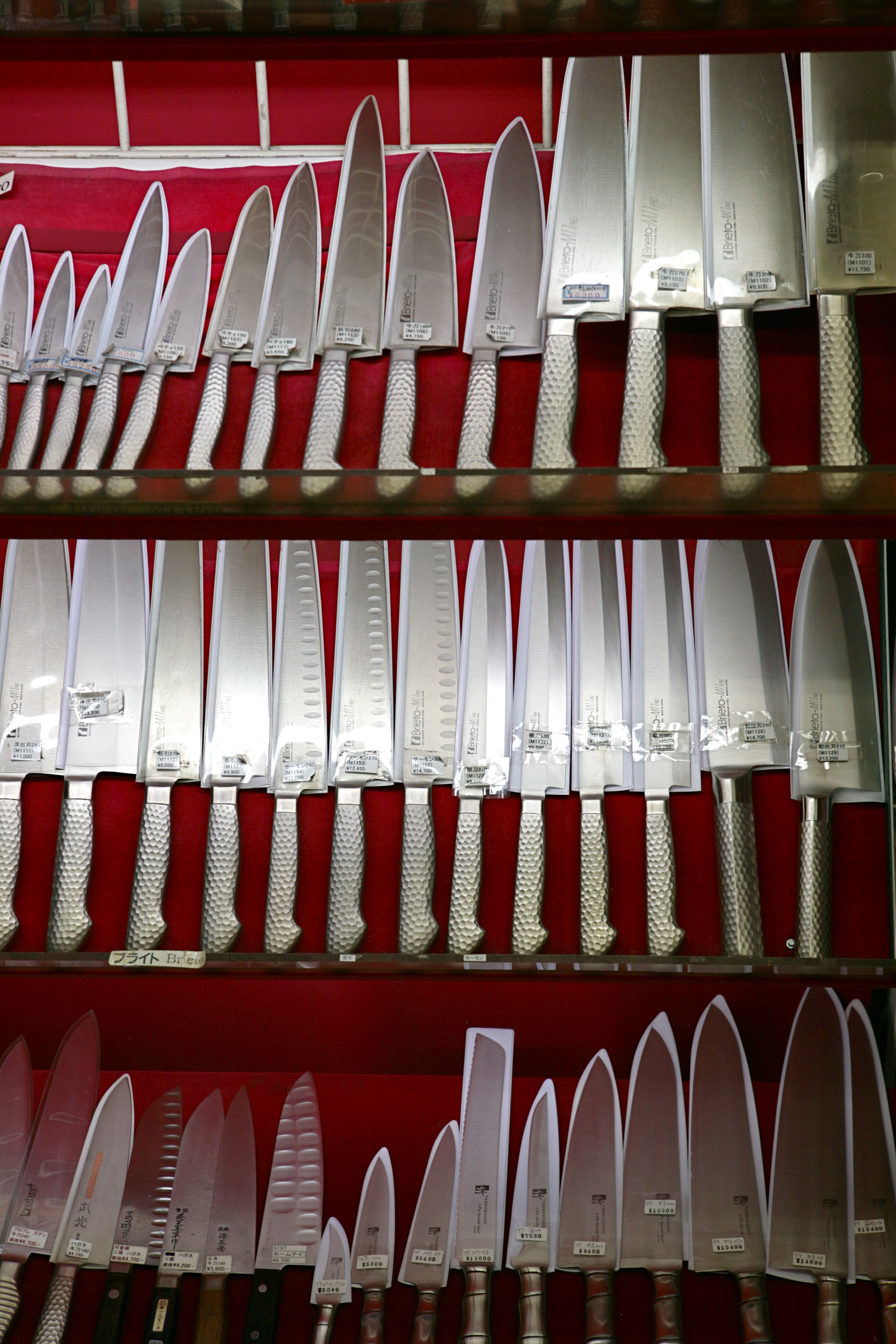
Hōchō, facas de cozinha japonesas em Tóquio

As facas de cozinha japonesas são um tipo de facas originárias do Japão que são usadas para a preparação de alimentos. Essas facas vêm em muitas variedades e geralmente são feitas usando técnicas tradicionais de forja japonesas. Elas podem ser feitas de aço inoxidável ou hagane, que é o mesmo tipo de aço usado para fazer espadas japonesas, tais como katanas e wakizashis.
A maioria das facas são referidas como hōchō (包丁/庖丁)  ou a variação -bōchō em palavras compostas (por causa de rendaku), mas podem ter outros nomes, incluindo -kiri (〜切り, lit. "-cutter"). Existem quatro categorias gerais usadas para distinguir as facas japonesas das facas ocidentais: O cabo (ocidental vs. Japonês), retificação de lâmina (chanfro simples vs. chanfro duplo), aço (inox vs. carbono) e construção (laminado vs. monoaço).

## Cabos
Os cabos ocidentais têm um reforço e uma espiga total ou parcial. Esses cabos costumam ser mais pesados, mas menores em volume e área de superfície do que a maioria das alças japonesas. Os materiais em escala são geralmente madeira sintética ou curada com resina e não são porosos. Chefes que preferem a sensação de um cabo ocidental desfrutam de um equilíbrio mais pesado e seguram o cabo mais perto da lâmina. Isso permite mais peso no corte.
Os cabos japoneses, por outro lado, costumam ser feitos de madeira queimada e fixada por fricção em uma espiga oculta. Um suporte de chifre de búfalo cobre a junção do cabo-lâmina e evita qualquer divisão. Isto permite fácil instalação e substituição. A madeira é porosa e de granulação fina, o que torna menos provável que se rache e mantenha a aderência. Madeiras mais decorativas, como ébano, teixo, cereja ou castanha, podem ser transformadas em cabos, embora sejam mais pesadas e muitas vezes carbonizadas por fora para melhorar a aderência e a resistência à água. Se não forem bem curadas ou cuidadas adequadamente, essas madeiras decorativas racharão mais facilmente quando expostas à umidade. A madeira Pak, ou Pakka, é uma madeira laminada que também usada em facas mais baratas, geralmente substituindo o suporte de chifre de búfalo ou o suporte e o cabo. Por ser fixado em resina sintética, não é poroso e é à prova d'água. A variante de madeira mais comum é a castanha.
O formato mais comum é um octógono feito com uma ligeira conicidade em direção à lâmina. Outro formato comum é o formato D, que é um cabo oval com uma crista ao longo do mesmo lado do chanfro da borda (lado direito do cabo para uma faca destra). Um chef que prefere uma faca com mais peso na lâmina, que seja mais leve no geral, que tenha um cabo maior, ou que queira substituir o cabo da faca com mais facilidade, muitas vezes recorrerá ao cabo japonês.

## Lâminas
As facas tradicionais da cultura ocidental são geralmente construídas com um bisel duplo, o que significa que a lâmina afunila simetricamente dos dois lados do fio cortante. Isso cria uma afiação equilibrada e uniforme em ambos os lados da lâmina. No entanto, as facas japonesas adotam uma abordagem diferente, com o uso de bisel único, onde a lâmina se afunila principalmente para um lado, normalmente para a direita.
Essas facas de bisel único são conhecidas por sua nitidez excepcional, mas podem demandar um pouco mais de habilidade e experiência por parte do usuário, pois a técnica de corte é ligeiramente diferente. O Japão incorporou elementos das técnicas de cutelaria francesa e alemã durante a Era Meiji, que ocorreu no final do século 19. Isso resultou na criação de facas japonesas que combinam o know-how ocidental com a tradição e a cultura de corte japonesas.
Uma característica notável das facas japonesas é que elas tendem a ser mais planas em comparação com suas contrapartes europeias. Essa característica é especialmente útil para tarefas de corte que exigem precisão, como fatiar peixe cru para sushi. A forma plana das facas japonesas permite um controle superior durante o corte, tornando-as uma escolha popular entre chefs e entusiastas da culinária que valorizam a precisão e a qualidade de corte.
- katsuobushi-kiri (鰹節 切): É uma faca projetada especificamente para ralar ou cortar o katsuobushi, que é um bloco duro e seco de bonito utilizado na culinária japonesa para fazer caldos dashi e como condimento para outros pratos. A "katsuobushi-kiri" é uma espécie de máquina ou ferramenta usada para transformar o katsuobushi em flocos finos, o que facilita a sua incorporação em diversos pratos. Essa ferramenta é projetada para permitir que os cozinheiros ralem o katsuobushi de maneira eficiente, criando flocos finos que são usados para realçar o sabor umami em pratos como sopas, molhos e outros pratos da culinária japonesa. Ela desempenha um papel importante na preparação de pratos tradicionais japoneses, garantindo que o katsuobushi seja processado de maneira adequada para melhorar o sabor dos alimentos.

- Gyuto (牛刀): (faca para carnes) Esta faca é conhecida como a faca dos chefs que são usadas na culinária ocidental profissional. O gyuto é frequentemente utilizado para o corte de vegetais, permitindo que o chef pique ou corte próximo à base da lâmina, aproveitando sua precisão e agilidade. Além disso, essa faca é altamente eficaz para trabalhar com ingredientes mais rígidos, permitindo cortes finos na extremidade afiada da lâmina. Isso a torna uma escolha ideal para a preparação de uma ampla gama de carnes. Quando se trata de cortes maiores, o gyuto é habilmente manuseado para realizar movimentos de serra para a frente e para trás, tornando-o igualmente eficaz no corte de carnes mais macias e de cortes de carne mais musculosos. A lâmina do gyuto geralmente apresenta uma inclinação da base até a ponta, o que significa que, durante o corte, o pulso aponta para baixo e o ombro se eleva, permitindo um controle preciso sobre a faca.  No que diz respeito ao tamanho da lâmina, o gyuto oferece flexibilidade, com opções variando de 210 milímetros a 270 milímetros. Lâminas mais curtas são preferidas por sua agilidade em tarefas específicas, enquanto lâminas mais longas proporcionam um maior poder de corte e são ideais para tarefas que exigem alcance. As lâminas de tamanho médio são frequentemente escolhidas para uso geral na cozinha.[5][6]

- Santoku (三德): (três virtudes) O "santoku", também conhecido como "bunka bocho" (faca de cultura), é uma faca japonesa altamente versátil e amplamente apreciada na culinária. Esta faca é particularmente especializada no corte de vegetais e peixes, tornando-a uma escolha popular em cozinhas japonesas e ao redor do mundo. Uma característica distintiva das facas santoku é a sua forma. Elas geralmente apresentam uma lâmina mais plana em comparação com as facas gyuto, que são mais arredondadas. Além disso, as pontas das facas santoku são menos pontiagudas, o que as torna ideais para tarefas que não exigem perfuração profunda. Devido à sua forma mais plana, ao usar uma faca santoku, o pulso do cozinheiro fica em uma posição mais natural e o ombro não precisa ser levantado tão alto, o que reduz a fadiga durante o uso prolongado.  Outra vantagem das facas santoku é que elas não requerem tanto espaço para cortar, tornando-as uma escolha conveniente para cozinhas com espaço limitado. Essas facas são amplamente populares na maioria dos lares japoneses devido à sua versatilidade e facilidade de uso.  Em relação ao tamanho, as facas santoku geralmente têm lâminas que variam de 165 milímetros a 180 milímetros. Essa faixa de tamanho oferece flexibilidade para atender às necessidades individuais, com opções mais curtas sendo preferidas por sua agilidade e opções mais longas proporcionando um alcance maior.[7][6]

- Nakiri (菜切): (faca para vegetais) A ponta quadrada faz com que a faca pareça mais robusta e segura do que a ponta pontiaguda do santoku ou gyuto, o que permite cortar produtos densos na ponta. Esta faca tem um fio plano. Algumas variedades de nakiri têm um perfil de lâmina ligeiramente inclinado em direção ao cabo. Isso torna a pegada mais confortável, fazendo com que a mão se incline levemente para cima e permitindo usar a força do antebraço ao cortar. O tamanho geral varia de 165 mm a 180 milímetros.[8][6]
- Petty: Esta é uma faca menor, frequentemente usada para acompanhar o gyuto para aparar ou para produtos menores. Os tamanhos gerais variam de 120 mm a 180 milímetros.
- Sujihiki (筋引</link>): (cortador muscular) São facas longas usadas para cortar carne, geralmente em forma de corte. Os tamanhos gerais variam de 240 mm a 300 milímetros.
- Hankotsu : Esta é uma faca de açougueiro usada pelo gado para cortar carne pendurada no osso. O tamanho geral é 150 milímetros.
- Chukabocho (中華包丁): Comumente conhecido como faca do chef chinês, o chukabocho tem cabo curto, perfil plano e lâmina alta usada para obter vantagem mecânica. A lâmina geralmente é mais grossa atrás da borda para cortar ingredientes mais densos e às vezes até ossos.

As facas de bisel único representam uma parte importante da rica tradição japonesa de cutelaria. São facas tradicionais e icônicas, distintas por sua estrutura única, projetadas para desempenhar tarefas específicas na cozinha japonesa. Para entender melhor essas facas, é importante conhecer os componentes-chave que as caracterizam.
Essas facas japonesas de bisel único geralmente possuem três elementos fundamentais em sua construção. O primeiro é o "omote", que é a borda afiada à direita, projetada para destros. Em seguida, temos o "shinogi", que é onde o chanfro frontal encontra a superfície plana da lâmina. Por fim, há o "urasuki", uma parte traseira oca da lâmina que permite que os alimentos se soltem enquanto são cortados. Essas características combinadas fazem com que essas facas tenham uma funcionalidade distinta e eficaz.
É interessante notar que, em comparação com as facas de bisel duplo japonesas, as facas de bisel único tendem a ser um pouco mais espessas na lombada e no corpo, mas se afilam consideravelmente logo atrás da borda. Isso resulta em um acabamento superficial superior, embora o produto final possa ser um pouco mais frágil devido à espessura da lâmina.
A afiação de facas de bisel único é uma arte em si mesma. O processo de afiação inicial, conhecido como "honbazuke", cria uma superfície plana ao longo do perímetro do "urasuki", fortalecendo-o. Essa prática também endireita a parte traseira da lâmina e estabelece a forma para futuras afiações. O "omote" é mantido muito mais afiado do que o "urasuki", a fim de preservar a função do bisel único.
Existem diferentes estilos de facas de bisel único no Japão. As facas estilo Kansai, por exemplo, geralmente têm uma ponta pontiaguda, o que as torna ideais para cortes verticais e trabalhos decorativos delicados. Por outro lado, as facas estilo Edo possuem uma ponta quadrada, projetada para cortes horizontais, tornando-as mais robustas e adequadas para tarefas de trabalho mais intensas.
Um conjunto de facas de bisel único padrão no Japão inclui a yanagiba, a deba e a usuba. Essas facas são essenciais para a preparação de pratos tradicionais japoneses, conhecidos como "Washoku" (和食), que enfatizam a harmonia de sabores e a apresentação visual dos alimentos. Portanto, essas facas desempenham um papel fundamental na culinária japonesa, garantindo cortes precisos e cuidadosamente executados.
- Yanagiba: (literalmente lâmina de salgueiro). A faca mais popular para cortar peixe, também conhecida como shobu-bocho (faca de sashimi). É usado para destacar diferentes texturas de peixes em suas técnicas: hirazukuri para puxar o corte verticalmente, usuzukuri para puxar o corte fino verticalmente e sogizukuri para puxar o corte em ângulo. É usado para esfolar e, às vezes, escamar e desossar certos peixes (por exemplo, salmão). Yanagiba tem pontas anguladas e geralmente são mais pesadas e menos inclinadas. Uma variante regional, o takohiki (literalmente cortador de polvo) é mais leve, mais fino, mais plano e mais curto na altura da lâmina do que o yanagiba para permitir um corte mais fácil através da carne densa, como a de um polvo. O tamanho geral é 270 mm a 330 milímetros.

- Deba: Facas grossas para cortar a carne resiliente do peixe para fazer filés e para cortar costelas, atrás da cabeça e através da cabeça. Eles têm 5 mm a 9 mm de espessura dependendo do tamanho. Eles incluem hon-deba (deba literalmente verdadeiro), ko-deba (deba pequeno), ajikiri (para aji), funayuki (um menor e mais pontiagudo para uso em barcos) e mioroshi deba (híbrido entre deba e yanagiba que são intermediários em espessura, peso e comprimento). Os tamanhos menores são menos grossos, permitem que a faca se mova facilmente pela carne e são muito mais ágeis. Eles ainda são muito mais finos atrás da borda e mais frágeis do que uma faca de açougueiro ocidental. O tamanho geral é 120 a 210 milímetros.
- Usuba (literalmente "lâmina fina"): O mais fino dos três formatos gerais de faca, que utiliza um perfil de borda plana. É usado para corte por pressão, katsuramuki (corte rotativo de folhas finas) e sengiri (corte de tiras finas dessas folhas). Existe o edo-usuba (ponta quadrada) e o kamagata-usuba (ponta redonda). Os tamanhos gerais são 180 a 240 milímetros.
- Kiritsuke: híbrido com o comprimento da yanagiba e a altura e perfil da lâmina da usuba com ponta angulada como compromisso. Requer grande controle da faca devido à altura, comprimento e planicidade. O tamanho geral é 240 a 300 milímetros.
- Mukimono: Usado junto com usuba para vegetais. Possui ponta angulada para corte decorativo de vegetais. O tamanho geral é 150 a 210 milímetros.
- Hamokiri (literalmente "cortador de congro"): É uma faca intermediária em espessura e comprimento entre deba e yanagiba para cortar os ossos finos e a carne do lúcio congro . O tamanho geral é 240 a 300 milímetros.
- Magurokiri (literalmente "faca de atum"): É utilizado para cortar perpendicularmente (mais curto) ou paralelo (mais longo e mais flexível) ao atum e é dimensionado de acordo. Os tamanhos variam de 400 a 1500 milímetros.
- Honesuki: Usado para desossar frango. Uma versão mais grossa chamada garasuki é usada para cortar ossos. A maioria tem uma ponta angulada para deslizar entre os tendões e cortá-los. O tamanho geral é 135 a 180 milímetros.
- Sobakiri (literalmente "cortador de soba"): Uma variante é udonkiri (cortador de udon). O tamanho geral é 210 a 300 milímetros.
- Unagisaki: Faca de enguia. Vem em variantes de Kanto, Kyoto, Nagoya e Kyushu.
- Mochikiri (literalmente "cortador de mochi"): Utilizado no preparo de mochi (bolo de arroz japonês). Vem em variantes de alça dupla ou alça única.[9]

## Aço
As características que definem as facas de cozinha japonesas são tenacidade (resistência à quebra), nitidez (carboneto menor e grão para o menor ápice reduzem a força no corte), vida útil da borda (um índice para o período de tempo que uma borda cortará com base na falta de laminação da borda ou lascamento), qualidade da aresta (dentada com carbonetos grandes ou refinada com carbonetos pequenos) e facilidade de afiação (o aço desgasta facilmente a pedra e forma uma aresta afiada). Embora cada aço tenha seus próprios limites e características químicas e estruturais, o tratamento e processamento térmico podem trazer à tona características tanto inerentes ao aço quanto semelhantes às de suas contrapartes.
O aço inoxidável desempenha um papel significativo na fabricação de facas e cutelaria, e é importante entender suas características e variações. Comparado ao aço carbono, o aço inoxidável é geralmente mais resistente à corrosão, tornando-o menos propenso a enferrujar. No entanto, ele também tende a ser menos afiado e menos suscetível a lascar em comparação com o aço carbono.
Em seu espectro mais elevado, os aços inoxidáveis são projetados para manter uma borda afiada por um período de tempo prolongado e são feitos com uma composição de metal duro que se assemelha ao aço carbono em termos de durabilidade.
Existem várias variantes do aço inoxidável que oferecem diferentes propriedades e características:
- Aço em Pó: Esta variante é produzida por pulverização de aço em pó e subsequente sinterização sob alta pressão e temperatura. O resultado é um aço inoxidável com grandes carbonetos quebrados, tornando-o altamente resistente e durável.
- Semi Inoxidável: Este tipo de aço inoxidável contém menos cromo em sua composição para evitar a formação de ferrugem, mas possui propriedades intermediárias entre o aço carbono e o aço inoxidável tradicional. É uma escolha versátil para quem procura um equilíbrio entre resistência à corrosão e capacidade de manutenção de borda.

- Aço Branco: O aço branco é um tipo de aço inoxidável que é purificado de fósforo e enxofre, e não possui ligas. Ele é classificado em três variantes, com a variante 1 tendo o teor de carbono mais alto e a variante 3 tendo o mais baixo. Essas variações afetam a dureza e a capacidade de manutenção da borda.
- Aço Azul: O aço azul é uma variante do aço inoxidável que é purificado e possui adições de cromo e tungstênio para aumentar a durabilidade e a tenacidade da borda. Assim como o aço branco, o aço azul também é classificado em variantes, sendo a variante 1 com teor de carbono mais alto e a variante 2 com teor moderado.
- Aço Super Azul: Esta é uma versão avançada do aço azul, com adições de molibdênio e vanádio, bem como um teor de carbono mais alto. Essas adições tornam o aço super azul mais resistente e com maior vida útil da borda, mas ele também pode ser um pouco mais frágil em comparação com outras variantes.

## Construção

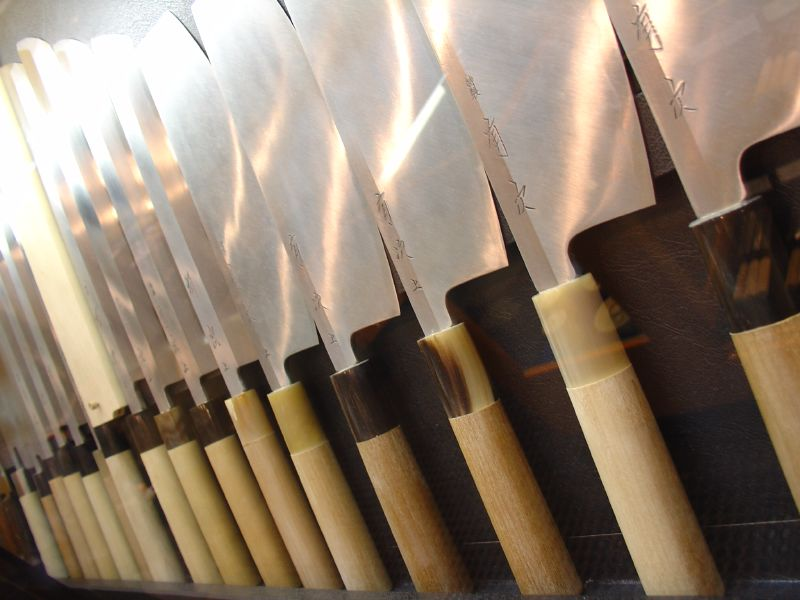
O Hōchō é um elemento importante que determina o sabor da culinária japonesa.

As lâminas monoaço representam uma categoria distinta de lâminas de facas que têm características únicas em relação às lâminas laminadas. É importante compreender as diferenças e os tipos específicos de lâminas monoaço disponíveis no mercado.
Primeiramente, é importante observar que as lâminas monoaço tendem a ser mais desafiadoras de afiar em comparação com as lâminas laminadas. Isso se deve à sua composição singular e à maneira como são forjadas. Além disso, essas lâminas são geralmente mais finas, o que pode afetar sua durabilidade e resistência.
Existem três tipos principais de lâminas monoaço:
- Zenko: Este é um tipo de lâmina monoaço que foi eliminado. Isso pode indicar que não é mais amplamente utilizado ou que não é tão comum quanto outros tipos de lâminas monoaço.
- Honyaki: As lâminas Honyaki são forjadas em aço carbono e submetidas a um processo de endurecimento diferencial. Isso significa que a lâmina é aquecida e resfriada de forma diferenciada para criar uma área mais dura (borda) e uma área mais flexível (lombo). Essa técnica resulta em uma lâmina que é altamente valorizada por sua extrema nitidez e capacidade de manter a borda afiada por um longo período. No entanto, elas são conhecidas por serem desafiadoras de afiar devido à dureza da borda.
- Forjado a Partir de Tarugo Sem Endurecimento Diferencial: Este tipo de lâmina monoaço é forjado a partir de um tarugo de aço sem passar pelo processo de endurecimento diferencial. Isso significa que a lâmina não tem a mesma distinção entre a parte mais dura e a parte mais flexível. Embora possam ser mais fáceis de afiar em comparação com as lâminas Honyaki, elas podem não manter a borda afiada por tanto tempo.

As lâminas laminadas vêm em 3 tipos diferentes: awase (que significa misto, para aço misto), kasumi (que significa enevoado, referindo-se à aparência enevoada do ferro após afiar) e hon-kasumi (kasumi de qualidade superior). Formar uma lâmina laminada envolve 2 peças de aço, o jigane e o hagane. O jigane refere-se ao revestimento macio, ou pele, e hagane refere-se ao aço de corte duro. Ambos geralmente contêm carbono ou aço inoxidável. Esta combinação de metais torna as lâminas laminadas resistentes à corrosão com o aço inoxidável e fortes com o aço de alto carbono. Construções como revestimento inoxidável sobre núcleo de aço carbono são menos comuns devido à dificuldade de fabricação. O jigane permite que a faca seja afiada com mais facilidade e absorva choques. Também torna o hagane mais duro sem fragilizar toda a lâmina. As duas formas de lâminas laminadas são:
- Ni-mai – jigane com hagane;
- San-mai – hagane imprensado entre jigane

Uma variação do estilo tradicional de lâmina laminada é formar um padrão artístico no jigane. Os padrões incluem:
- Suminagashi;
- Damasco ;
- Kitaeji;
- Mokume-gane;
- Watetsu

## Produção
Muitos talheres japoneses de alta qualidade são originários de Sakai, a capital da fabricação de espadas de samurai desde o século XIV. Após a Restauração Meiji em 1868, os samurais foram proibidos de portar espadas como parte de uma tentativa de modernizar o Japão. Embora a demanda por espadas militares permanecesse e alguns ferreiros ainda produzissem espadas de samurai tradicionais como arte, a maioria dos ferreiros redirecionou sua habilidade para a produção de talheres, seguindo a mudança cultural.
A produção de facas de aço em Sakai começou no século XVI, quando o tabaco foi introduzido no Japão pelos portugueses e os artesãos de Sakai começaram a fabricar facas para cortar tabaco. A indústria de facas Sakai recebeu um grande impulso do xogunato Tokugawa (1603-1868), que concedeu a Sakai um selo especial de aprovação e melhorou sua reputação de qualidade.
Hoje, Seki, Gifu é considerada o lar dos modernos talheres de cozinha japoneses. Muitas das principais empresas fabricantes de talheres estão sediadas em Seki, produzindo facas de cozinha tanto no estilo tradicional japonês quanto no estilo ocidental, como o gyuto e o santoku. Facas e espadas são tão essenciais para a cidade que abriga a Associação de Cutelaria Seki, o Museu do Espadachim Seki, o Seki Outdoor Knife Show, o Festival de Cutelaria de Outubro e o Cutelaria Hall. A maioria dos fabricantes são pequenas empresas familiares onde o artesanato é mais importante que o volume, e normalmente produzem menos de uma dúzia de facas por dia.

## Projetar e usar

(b) tem ângulo em ambos os lados, (a) e (c) apenas em um lado, onde (a) é para uso com a mão direita e (c) é para uso com a mão esquerda.

Ao contrário das facas ocidentais, as facas japonesas geralmente têm apenas um único fio, o que significa que são afiadas de modo que apenas um lado segure o fio cortante. Conforme mostrado na imagem, algumas facas japonesas são anguladas em ambos os lados, enquanto outras são anguladas apenas em um lado, sendo o outro lado da lâmina plano. Tradicionalmente, acreditava-se que uma lâmina de ângulo único corta melhor e faz cortes mais limpos, embora exija mais habilidade para usar do que uma lâmina com borda chanfrada dupla. Geralmente, o lado direito da lâmina é inclinado, já que a maioria das pessoas usa a faca com a mão direita. Modelos para canhotos são raros e devem ser especialmente encomendados e feitos sob medida.
Desde o final da Segunda Guerra Mundial, as facas de estilo ocidental com bisel duplo ganharam popularidade no Japão. Um exemplo dessa transição é o santoku, uma adaptação de gyoto . Outras facas que se tornaram amplamente utilizadas no Japão são a faca do chef francês e a sujihiki, aproximadamente análoga a uma faca de trinchar ocidental. Embora essas facas sejam geralmente afiadas simetricamente em ambos os lados, suas lâminas ainda recebem arestas de corte de ângulo agudo no estilo japonês de 8 a 10 graus por lado com um temperamento muito duro para aumentar a capacidade de corte.
A maioria dos cozinheiros japoneses profissionais possui seu conjunto pessoal de facas. Depois de afiar uma faca de aço carbono à noite após o uso, o usuário pode deixar a faca “descansar” por um dia para restaurar sua pátina e remover qualquer odor ou sabor metálico que de outra forma poderia ser transmitido aos alimentos. Alguns cozinheiros optam por possuir dois conjuntos de facas por esse motivo.
As facas japonesas apresentam variações sutis na moagem do cinzel. Normalmente, a parte de trás da lâmina (ou seja, o lado esquerdo, para um usuário destro) é côncava para reduzir o arrasto e a adesão, de modo que os alimentos se separem de maneira mais limpa (esta característica côncava é conhecida como urasuki ). O kanisaki deba, utilizado para cortar caranguejo e outros mariscos, tem a moagem do lado oposto (lado esquerdo angulado para destros), para que a carne não seja cortada no corte da casca.